# 北郷謙二郎
北郷 謙二郎（ほんごう けんじろう、1980年7月3日 - ）は、宮崎県出身のバスケットボール選手。ポジションはG。身長183cm、体重75Kg。田臥世代の一人。
父は元延岡学園高等学校監督でbjリーグ・宮崎シャイニングサンズHCも務めた北郷純一郎。兄・慎太郎も三井住友銀行のバスケットボール選手である。

## 来歴
小林高校ではインターハイベスト8・ウィンターカップベスト4を経験。年代別全日本にも選ばれる。
1999年、カリフォルニア州立大学ロサンゼルス校に渡米。NCAA2部で活躍。
卒業後に帰国し、オーエスジーに入社。2005-06シーズンにはスーパーリーグ準優勝に貢献。
2006年世界選手権では日本代表候補に選ばれるも本大会からは漏れた。
オーエスジーのbjリーグ転籍に伴い2008年退団。地元のクラブチームである日向クラブに移籍。国体に宮崎代表として出場している。
2018年、古巣オーエスジーを母体とする三遠ネオフェニックスの運営会社である株式会社フェニックス代表取締役社長に就任。

## 経歴
- 小林高 - カリフォルニア州立大学ロサンゼルス校 - オーエスジー（2003年〜2008年）